# Коротка зустріч
«Коротка зустріч» (англ. Brief Encounter) — британський кінофільм режисера Девіда Ліна, у головних ролях знялися Селія Джонсон і Тревор Говард. Літературною основою сценарію стала одноактна п'єса Ноела Коварда «Still Life» 1935 року. Саундтреком є концерт № 2 для фортепіано з оркестром Сергія Рахманінова (у виконанні Ейлін Джойс). Прем'єра кінофільму відбулася 26 листопада 1945 року.

## Сюжет
Події відбуваються в 1938 році. Лора Джессон вважає свій шлюб вдалим і щасливим, вона ніжно кохає чоловіка Фреда й двох дітей. Кожного четверга жінка їздить на закупи й проводить вільний час в кінотеатрі. Та одного разу на станції вона побачила Алека Гарві — лікаря, що допоміг їй витягти пилинку з ока. Вони закохалися один в одного і провели разом кілька днів, приховавши роман від своїх родин. Та Лора соромилася через своє становище. Відчувши, що настає кінець їхнім стосункам, Алек погодився поїхати на роботу в Африку. Про це Лора подумки розповідає своєму чоловікові.

## В головних ролях
- Селія Джонсон — Лора Джессон;
- Тревор Говард — Алек Гарві;
- Стенлі Голловей — Алберт Годбай;
- Джойс Кері — Міртл Бегот;
- Сиріл Реймонд — Фред Джессон (чоловік Лори);
- Еверлі Грегг — Доллі Мессітер;
- Маргарет Бартон — Беріл Волтерз

## Нагороди
- 1946 — Золота пальмова гілка Каннського кінофестивалю;
- 1946 — Оскар (номінації) — Найкраща жіноча роль (Селія Джонсон); найкраща режисерська робота (Девід Лін); найкращий адаптований сценарій;
- 2004 — англійський журнал Total Film назвав роботу 44-м найкращим англійським фільмом

## Факти
- Фільми, які переглядали Лора й Алек в кінотеатрі («Кохання кардинала Рішельє», «Полум'я пристрасті») вигадані.
- Сюжет кінофільму було адаптовано для театральної та оперної вистави (музика Андре Превіна, лібретто Джона Сейда).

## Джерело
- Кінофільм на Internet Movie Database [Архівовано 11 червня 2012 у Wayback Machine.]